# Phelipe Lemos
Phelipe Lemos Guedes (Niterói, 31 de março de 1989) é um mestre-sala do carnaval carioca, cinco vezes vencedor do Estandarte de Ouro da categoria. Atualmente defende o pavilhão da Imperatriz Leopoldinense ao lado de Rafaela Theodoro. 

## Biografia

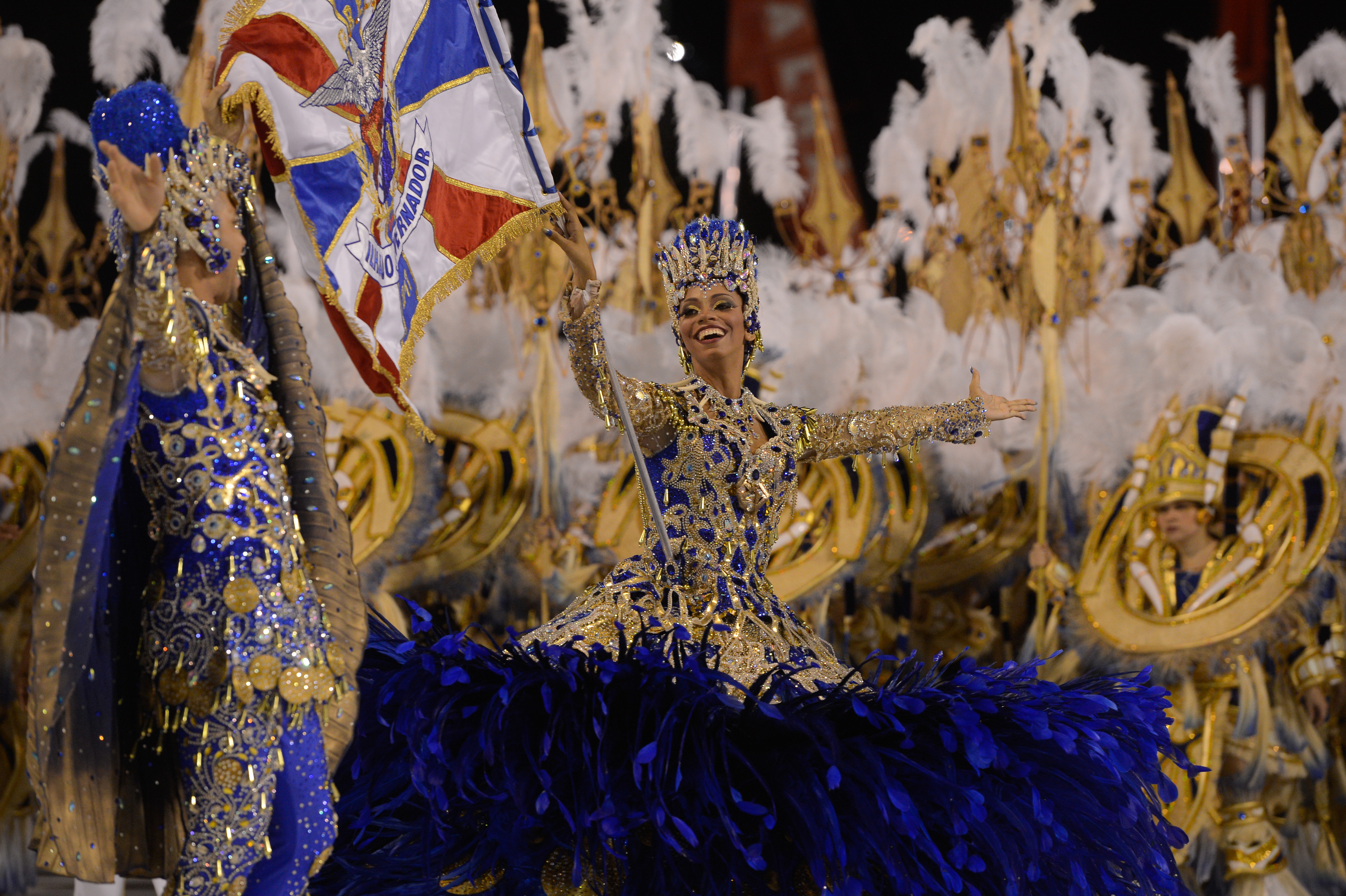
Dandara e Phelipe, estreando na Ilha em 2017.

Iniciou no carnaval como mestre-sala mirim aos 8 anos na Acadêmicos do Cubango. Passou pelo Porto da Pedra e pela escola mirim, Golfinhos da Guanabara. Em 2005, desfilou como terceiro mestre sala na Alegria da Zona Sul, ficando na escola até o carnaval de 2007. Em 2008 venceu o concurso para segundo mestre-sala da Unidos de Vila Isabel, escola que permaneceu até assumir o primeiro pavilhão da Imperatriz Leopoldinense em 2011, desfile que o premiou como "Revelação do Carnaval", pelo prêmio Estrela do Carnaval.
Como primeiro mestre-sala, ao lado de Rafaela Theodoro, defendeu a escola de Ramos até o carnaval de 2015. Lá ganhou seus dois primeiros Estandartes de Ouro em 2013 e 2014. Em 2016, retorna a Vila Isabel, pra iniciar uma nova parceria, agora ao lado de Dandara Ventapane. Desse desfile, resulta no seu terceiro Estandarte como melhor mestre-sala do ano. Em 2017, junto com Dandara, inicia a trajetória na União da Ilha do Governador, que durou até o carnaval de 2020. No carnaval de 2019, conquistou seu quarto Estandarte de Ouro.
Em março de 2020, foi anunciado como novo mestre-sala da Tijuca. Na mesma oportunidade, iniciou a parceria com Denadir Garcia. Retornou à Imperatriz Leopoldinense no carnaval de 2023, conquistando o título do Grupo Especial. Em 2024 conquistou seu quinto Estandarte de Ouro.

## Carnavais
Abaixo, a lista de carnavais de Phelipe e seu desempenho em cada ano.
| Legenda: 0 Nota descartada N Escola foi campeã * Sem informação disponível |

| Ano  | Divisão  | Escola de samba             | Classificação | Porta-bandeira    | Notas               | Notas               | Notas               | Notas               | Notas               | Ref.          |
| ---- | -------- | --------------------------- | ------------- | ----------------- | ------------------- | ------------------- | ------------------- | ------------------- | ------------------- | ------------- |
| 2009 | Especial | Unidos de Vila Isabel       | 4.º lugar     | Rafaela Theodoro  | Segundo mestre-sala | Segundo mestre-sala | Segundo mestre-sala | Segundo mestre-sala | Segundo mestre-sala | [ 12 ] [ 13 ] |
| 2010 | Especial | Unidos de Vila Isabel       | 4.º lugar     | Rafaela Theodoro  | Segundo mestre-sala | Segundo mestre-sala | Segundo mestre-sala | Segundo mestre-sala | Segundo mestre-sala | [ 14 ] [ 15 ] |
| 2011 | Especial | Imperatriz Leopoldinense    | 6.º lugar     | Rafaela Theodoro  | 10                  | 9,9                 | 9,9                 | 9,9                 | 9,8                 | [ 16 ] [ 17 ] |
| 2012 | Especial | Imperatriz Leopoldinense    | 10.º lugar    | Rafaela Theodoro  | 9,9                 | 9,9                 | 9,9                 | 9,8                 | -                   | [ 18 ] [ 19 ] |
| 2013 | Especial | Imperatriz Leopoldinense    | 4.º lugar     | Rafaela Theodoro  | 10                  | 9,9                 | 9,8                 | 9,7                 | -                   | [ 20 ] [ 21 ] |
| 2014 | Especial | Imperatriz Leopoldinense    | 5.º lugar     | Rafaela Theodoro  | 10                  | 10                  | 10                  | 10                  | -                   | [ 22 ] [ 23 ] |
| 2015 | Especial | Imperatriz Leopoldinense    | 6.º lugar     | Rafaela Theodoro  | 10                  | 9,9                 | 9,9                 | 9,8                 | -                   | [ 24 ] [ 25 ] |
| 2016 | Especial | Unidos de Vila Isabel       | 8.º lugar     | Dandara Ventapane | 10                  | 9,9                 | 9,9                 | 9,8                 | -                   | [ 26 ] [ 27 ] |
| 2017 | Especial | União da Ilha do Governador | 8.º lugar     | Dandara Ventapane | 10                  | 10                  | 10                  | 9,9                 | -                   | [ 28 ] [ 29 ] |
| 2018 | Especial | União da Ilha do Governador | 10.º lugar    | Dandara Ventapane | 10                  | 10                  | 9,9                 | 9,9                 | -                   | [ 30 ] [ 31 ] |
| 2019 | Especial | União da Ilha do Governador | 10.º lugar    | Dandara Ventapane | 10                  | 9,9                 | 9,9                 | 9,9                 | -                   | [ 32 ] [ 33 ] |
| 2020 | Especial | União da Ilha do Governador | 13.º lugar    | Dandara Ventapane | 9,8                 | 9,9                 | 9,9                 | 9,9                 | 9,8                 | [ 34 ]        |
| 2022 | Especial | Unidos da Tijuca            | 9.º lugar     | Denadir Garcia    | 10                  | 10                  | 9,8                 | 9,9                 | 9,9                 | [ 35 ]        |
| 2023 | Especial | Imperatriz Leopoldinense    | Campeã        | Rafaela Theodoro  | 9,9                 | 10                  | 10                  | 10                  | -                   | [ 36 ]        |
| 2024 | Especial | Imperatriz Leopoldinense    | Vice-campeão  | Rafaela Theodoro  | 10                  | 10                  | 10                  | 10                  | -                   | [ 37 ]        |
| 2025 | Especial | Imperatriz Leopoldinense    | 3.º lugar     | Rafaela Theodoro  | 10                  | 10                  | 10                  | 10                  | -                   | [ 38 ]        |
| 2026 |          | Imperatriz Leopoldinense    |               | Rafaela Theodoro  |                     |                     |                     |                     |                     | [ 39 ]        |

## Títulos e estatísticas
| Divisão        | Campeonato | Ano  | Vice | Ano  | Terceiro lugar | Ano |
| -------------- | ---------- | ---- | ---- | ---- | -------------- | --- |
| Grupo Especial | 1          | 2023 | 1    | 2024 | 0              | -   |

## Premiações
- Estandarte de Ouro

1. 2013 - Melhor mestre-sala (Imperatriz) [40]
2. 2014 - Melhor mestre-sala (Imperatriz) [41]
3. 2016 - Melhor mestre-sala (Vila Isabel) [42]
4. 2019 - Melhor mestre-sala (União da Ilha) [43]
5. 2024 - Melhor mestre-sala (Imperatriz) [11]

- Estrela do Carnaval

1. 2011 - Revelação (Mestre-sala - Imperatriz) [44][45]
2. 2019 - Melhor casal de mestre-sala e porta-bandeira (com Dandara - União da Ilha) [46]
3. 2025 - Melhor casal de mestre-sala e porta-bandeira (com Rafaela - Imperatriz) [47]

- Gato de Prata

1. 2013 - Melhor mestre-sala (Imperatriz) [48]
2. 2014 - Melhor casal de mestre-sala e porta-bandeira (com Rafaela - Imperatriz) [49]
3. 2016 - Melhor mestre-sala (Vila Isabel) [50]
4. 2024 - Melhor mestre-sala (Imperatriz)[51]

- Melhores do Carnaval

1. 2019 - Melhor mestre-sala (União da Ilha) [52]

- Prêmio 100% Carnaval

1. 2024 - Melhor mestre-sala (Imperatriz) [53]

- Prêmio S@mba-Net

1. 2014 - Melhor casal de mestre-sala e porta-bandeira (com Rafaela - Imperatriz) [54]
2. 2019 - Melhor casal de mestre-sala e porta-bandeira (com Dandara - União da Ilha) [55]
3. 2025 - Melhor casal de mestre-sala e porta-bandeira (com Rafaela - Imperatriz)

- Prêmio SRzd

1. 2014 - Melhor casal de mestre-sala e porta-bandeira (com Rafaela - Imperatriz) [56]
2. 2016 - Melhor casal de mestre-sala e porta-bandeira (com Dandara - Vila Isabel) [57]
3. 2017 - Melhor casal de mestre-sala e porta-bandeira (com Dandara - União da Ilha) [58]

- Prêmio Ziriguidum

1. 2014 - Prêmio Especial [59][60]

- Resenha dos Sambistas

1. 2024 - Melhor casal de mestre-sala e porta-bandeira (com Rafaela - Imperatriz) [61]
2. 2025 - Melhor casal de mestre-sala e porta-bandeira (com Rafaela - Imperatriz) [62]

- Tamborim de Ouro

1. 2017 - Casal Nota 10 (com Dandara - União da Ilha) [63]

- Troféu Jorge Lafond

1. 2014 - Prêmio Especial [64][65]

- Troféu Sambario

1. 2025 - Melhor casal de mestre-sala e porta-bandeira (com Rafaela - Imperatriz) [66]

- Troféu Tupi Carnaval Total

1. 2014 - Melhor casal de mestre-sala e porta-bandeira (com Rafaela - Imperatriz) [67]
2. 2023 - Melhor casal de mestre-sala e porta-bandeira (com Rafaela - Imperatriz) [68]
3. 2024 - Melhor casal de mestre-sala e porta-bandeira (com Rafaela - Imperatriz) [69]